# Elezioni comunali in Veneto del 1997
Il 27 aprile 1997 (con ballottaggio l'11 maggio) e il 16 novembre (con ballottaggio il 30 novembre) in Veneto si tennero le elezioni per il rinnovo di numerosi consigli comunali.

## Elezioni dell'aprile 1997
Belluno
Belluno
| Candidati e Liste                                                            | Voti   | %      | Seggi |
| ---------------------------------------------------------------------------- | ------ | ------ | ----- |
| Maurizio Fistarol                                                            | 15.433 | 66,16  | -     |
| Alleanza di Progresso                                                        | 7.208  | 37,80  | 17    |
| Partito Popolare Italiano                                                    | 2.508  | 13,15  | 5     |
| Socialisti Italiani                                                          | 729    | 3,82   | 1     |
| Federazione dei Verdi                                                        | 639    | 3,35   | 1     |
| Antonio Renzo Menegon                                                        | 3.336  | 14,30  | 1     |
| Lega Nord                                                                    | 2.858  | 14,99  | 6     |
| Civiltà Bellunese                                                            | 368    | 1,93   | -     |
| Antonio Padovan                                                              | 2.446  | 10,49  | 1     |
| Alleanza Nazionale                                                           | 1.234  | 6,47   | 2     |
| Forza Italia                                                                 | 1.221  | 6,40   | 2     |
| Alessandro Toscano                                                           | 877    | 3,76   | 1     |
| Patto per Belluno (Centro Cristiano Democratico-Cristiani Democratici Uniti) | 1.033  | 5,42   | 1     |
| Francesco Rasera                                                             | 699    | 3,00   | 1     |
| Rifondazione Comunista                                                       | 784    | 4,11   | -     |
| Leonardo Colle                                                               | 535    | 2,29   | 1     |
| Italia Federale                                                              | 486    | 2,55   | -     |
| Totale alle liste                                                            | 19.068 | 100,00 | 35    |
| TOTALE                                                                       | 23.326 | 100,00 | 40    |

Padova
Abano Terme
| Candidati e Liste                                                                      | Voti   | %      | Seggi |
| -------------------------------------------------------------------------------------- | ------ | ------ | ----- |
| Cesare Pillon                                                                          | 4.483  | 37,36  | -     |
| Abano Democratica                                                                      | 1.947  | 18,67  | 7     |
| Lista per Abano                                                                        | 536    | 5,14   | 2     |
| Federazione dei Verdi                                                                  | 533    | 5,11   | 2     |
| Rifondazione Comunista                                                                 | 488    | 4,68   | 1     |
| Aldo Espro                                                                             | 2.122  | 17,68  | 1     |
| Alleanza Nazionale                                                                     | 989    | 9,48   | 1     |
| Polo per Abano (Forza Italia-Centro Cristiano Democratico-Cristiani Democratici Uniti) | 888    | 8,52   | 1     |
| Flavio Manzolini                                                                       | 1.727  | 14,39  | 1     |
| Lega Nord                                                                              | 1.700  | 16,30  | 1     |
| Livio Pezzato                                                                          | 1.561  | 13,01  | 1     |
| Abano di Tutti                                                                         | 1.394  | 13,37  | 1     |
| Giovanni Ponchio                                                                       | 1.226  | 10,22  | 1     |
| Partito Popolare Italiano                                                              | 1.115  | 10,69  | -     |
| Giancarla Carpanese Romitti                                                            | 613    | 5,11   | -     |
| Abano 2000                                                                             | 566    | 5,43   | -     |
| Enrico Morando                                                                         | 267    | 2,23   | -     |
| Lista Civica Abano                                                                     | 271    | 2,60   | -     |
| Totale alle liste                                                                      | 10.427 | 100,00 | 16    |
| TOTALE                                                                                 | 11.999 | 100,00 | 20    |

Este
| Candidati e Liste                                                                     | Voti   | %      | Seggi |
| ------------------------------------------------------------------------------------- | ------ | ------ | ----- |
| Vanni Mengotto                                                                        | 3.472  | 30,38  | -     |
| Polo per Este (Forza Italia-Centro Cristiano Democratico-Cristiani Democratici Uniti) | 1.212  | 12,16  | 5     |
| Alleanza Nazionale                                                                    | 1.139  | 11,42  | 5     |
| Civica 2000                                                                           | 644    | 6,46   | 2     |
| Paola Goisis                                                                          | 1.955  | 17,11  | 1     |
| Lega Nord                                                                             | 1.902  | 19,08  | 2     |
| Giovanni Cappellari                                                                   | 1.851  | 16,20  | 1     |
| Este Viva                                                                             | 1.671  | 16,76  | 1     |
| Paolo Bottaro                                                                         | 1.778  | 15,56  | 1     |
| Partito Democratico della Sinistra                                                    | 1.051  | 10,54  | 1     |
| Partito Popolare Italiano-Rinnovamento Italiano                                       | 574    | 5,76   | -     |
| Francesco Selmin                                                                      | 1.731  | 15,15  | 1     |
| Este per Cambiare                                                                     | 983    | 9,86   | -     |
| Voce ai Quartieri                                                                     | 273    | 2,74   | -     |
| Mario Sandrin                                                                         | 640    | 5,60   | -     |
| Lista Sandrin                                                                         | 522    | 5,24   | -     |
| Totale alle liste                                                                     | 9.971  | 100,00 | 16    |
| TOTALE                                                                                | 11.427 | 100,00 | 20    |

Treviso
Oderzo
| Candidati e Liste             | Voti   | %       | Seggi |
| ----------------------------- | ------ | ------- | ----- |
| Giuseppe Covre                | 5.575  | 50,04   | -     |
| Lega Nord                     | 4.766  | 46,93   | 10    |
| Attilio Menegaldo             | 3.163  | 28,39   | 1     |
| L'Ulivo-Un Impegno per Oderzo | 3.053  | 30,06   | 5     |
| Pietro Marcuzzo               | 1.732  | 15,54   | 1     |
| Per Oderzo                    | 1.686  | 16,60   | 2     |
| Marina Marchetto Aliprandi    | 672    | 6,03    | 1     |
| Alleanza Nazionale            | 651    | 6,41    | -     |
| Totale alle liste             | 10.156 | 100,00  | 17    |
| TOTALE                        | 11.142 | 100,00' | 20    |

Verona
Legnago
| Candidati e Liste                                                     | Voti   | %       | Seggi |
| --------------------------------------------------------------------- | ------ | ------- | ----- |
| Stefano Flangini                                                      | 5.722  | 34,29   | -     |
| Forza Italia-Centro Cristiano Democratico-Cristiani Democratici Uniti | 2.413  | 16,54   | 6     |
| Alleanza Nazionale                                                    | 1.335  | 9,15    | 3     |
| Impegno per Legnago                                                   | 1.157  | 7,93    | 3     |
| Silvio Gandini                                                        | 3.643  | 21,83   | 1     |
| Legnago Viva-Legnago Solidale                                         | 3.202  | 21,94   | 2     |
| Roberto Rettondini                                                    | 2.883  | 17,28   | 1     |
| Lega Nord                                                             | 2.690  | 18,43   | 1     |
| Gabriella Zanferrari Ambroso                                          | 2.670  | 16,00   | 1     |
| È per Legnago                                                         | 1.606  | 11,01   | 1     |
| Socialisti per Legnago                                                | 644    | 4,41    | -     |
| Corrado Bares                                                         | 1.767  | 10,59   | 1     |
| Rifondazione Comunista-Federazione Laburista-Legnago Democratica      | 1.546  | 10,59   | -     |
| Totale alle liste                                                     | 14.593 | 100,00  | 16    |
| TOTALE                                                                | 16.685 | 100,00' | 20    |

## Elezioni del novembre 1997
Venezia
 Venezia 
| Candidati e Liste                             | Voti    | %      | Seggi |
| --------------------------------------------- | ------- | ------ | ----- |
| Massimo Cacciari                              | 116.751 | 64,58  | -     |
| Partito Democratico della Sinistra            | 30.052  | 23,22  | 12    |
| Democratici per Venezia (PPI - RI - UD)       | 12.287  | 9,49   | 5     |
| Rifondazione Comunista                        | 11.135  | 8,60   | 4     |
| Federazione dei Verdi                         | 10.506  | 8,12   | 4     |
| Veneto Nord Est                               | 9.546   | 7,38   | 4     |
| Socialisti Riformisti                         | 3.647   | 2,82   | 1     |
| Mauro Pizzigati                               | 37.436  | 20,71  | 1     |
| Forza Italia                                  | 14.608  | 11,29  | 5     |
| Alleanza Nazionale                            | 11.039  | 8,53   | 4     |
| Alleanza Civica di Centro (CCD - CDU - Patto) | 4.501   | 3,48   | 1     |
| Giovanni Fabris                               | 18.489  | 10,23  | 1     |
| Lega Nord                                     | 14.224  | 10,99  | 4     |
| Venezia Capitale                              | 878     | 0,68   | -     |
| Loris Volpato                                 | 2.603   | 1,44   | -     |
| La Città ai Cittadini                         | 2.294   | 1,77   | -     |
| Franco Beretta                                | 1.967   | 1,09   | -     |
| Unione Nord Est                               | 1.641   | 1,27   | -     |
| Mario Francesco D'Elia                        | 1.794   | 0,99   | -     |
| Movimento Autonomia Venezia                   | 1.422   | 1,10   | -     |
| Umberto Carraro                               | 1.746   | 0,97   | -     |
| Partito Socialista                            | 1.646   | 1,27   | -     |
| Totale alle liste                             | 129.426 | 100,00 | 44    |
| TOTALE                                        | 180.785 | 100,00 | 46    |

Chioggia
| Candidati e Liste                               | Voti   | %      | Seggi |
| ----------------------------------------------- | ------ | ------ | ----- |
| Fortunato Guarnieri                             | 13.776 | 40,28  | -     |
| Partito Democratico della Sinistra              | 5.496  | 18,78  | 8     |
| Sì per Chioggia                                 | 2.639  | 9,02   | 4     |
| Partito Popolare Italiano-Rinnovamento Italiano | 1.943  | 6,64   | 3     |
| Rifondazione Comunista                          | 1.906  | 6,51   | 3     |
| Governare Chioggia                              | 585    | 2,00   | -     |
| Sandro Boscolo Todaro                           | 11.289 | 33,01  | 1     |
| Lega Nord                                       | 4.575  | 15,63  | 4     |
| Lista Civica                                    | 3.201  | 10,94  | 2     |
| Piero Gallimberti                               | 6.337  | 18,53  | 1     |
| Forza Italia                                    | 2.065  | 7,06   | 1     |
| Alleanza Nazionale                              | 1.625  | 5,55   | 1     |
| Cristiani Democratici Uniti                     | 1.378  | 4,71   | 1     |
| Centro Cristiano Democratico                    | 1.339  | 4,57   | 1     |
| Anton Maria Scarpa                              | 1.070  | 3,13   | -     |
| Azione Cristiano Popolare                       | 822    | 2,81   | -     |
| Sandro Furlan                                   | 1.038  | 3,03   | -     |
| Movimento Sociale Fiamma Tricolore              | 972    | 3,32   | -     |
| Luciano Zennaro                                 | 691    | 2,02   | -     |
| Veneto Nord Est                                 | 722    | 2,47   | -     |
| Totale alle liste                               | 29.268 | 100,00 | 28    |
| TOTALE                                          | 34.201 | 100,00 | 30    |

Jesolo
| Candidati e Liste                      | Voti   | %      | Seggi |
| -------------------------------------- | ------ | ------ | ----- |
| Renato Martin                          | 9.286  | 60,97  | -     |
| Lega Nord                              | 6.713  | 53,55  | 12    |
| Alessandro Rizzante                    | 3.657  | 24,01  | 1     |
| Partito Democratico della Sinistra     | 1.794  | 14,31  | 1     |
| Rinnovamento Italiano-Unità Socialista | 740    | 5,90   | 1     |
| Per Jesolo                             | 479    | 3,82   | -     |
| Partito Popolare Italiano              | 434    | 3,46   | -     |
| Antonio Terreo                         | 2.288  | 15,02  | 1     |
| Centro Liberal Democratico             | 1.203  | 9,60   | 1     |
| Alleanza Nazionale                     | 1.172  | 9,35   | 1     |
| Totale alle liste                      | 12.535 | 100,00 | 18    |
| TOTALE                                 | 15.231 | 100,00 | 20    |

Mira
| Candidati e Liste                  | Voti   | %      | Seggi |
| ---------------------------------- | ------ | ------ | ----- |
| Luigi Solimini                     | 8.660  | 36,73  | -     |
| Partito Democratico della Sinistra | 5.721  | 26,67  | 11    |
| Mira che Vogliamo                  | 1.239  | 5,77   | 2     |
| Partito Popolare Italiano          | 953    | 4,44   | 1     |
| Ruggero Sbrogiò                    | 6.218  | 26,37  | 1     |
| Mira al Futuro                     | 5.776  | 26,92  | 5     |
| Fabrizio Libralesso                | 3.142  | 13,32  | 1     |
| Lega Nord                          | 2.839  | 13,23  | 2     |
| Corrado Pinosio                    | 2.865  | 12,15  | 1     |
| Rifondazione Comunista             | 2.667  | 12,43  | 2     |
| Renato Martin                      | 2.695  | 11,43  | 1     |
| Progetto Comune                    | 2.260  | 10,53  | 3     |
| Totale alle liste                  | 21.455 | 100,00 | 26    |
| TOTALE                             | 23.580 | 100,00 | 30    |

Belluno
Feltre
| Candidati e Liste         | Voti   | %      | Seggi |
| ------------------------- | ------ | ------ | ----- |
| Gianvittore Vaccari       | 6.964  | 54,64  | -     |
| Lega Nord                 | 5.417  | 50,58  | 12    |
| Mauro Miuzzi              | 2.857  | 22,42  | 1     |
| L'Ulivo                   | 1.768  | 16,51  | 3     |
| Alternativa per Feltre    | 894    | 8,35   | 1     |
| Nino Bonan                | 1.125  | 8,83   | 1     |
| Per Feltre                | 1.046  | 9,77   | -     |
| Silvano Turrin            | 1.080  | 8,47   | 1     |
| Silvano Turrin per Feltre | 1.010  | 9,43   | -     |
| Alessandro Dall'Agnola    | 514    | 4,03   | -     |
| Feltre Unità Federalista  | 396    | 3,70   | -     |
| Gianluca Comba            | 205    | 1,61   | -     |
| Libertari                 | 179    | 1,67   | -     |
| Totale alle liste         | 10.710 | 100,00 | 17    |
| TOTALE                    | 12.745 | 100,00 | 20    |

Treviso
Montebelluna
| Candidati e Liste                        | Voti   | %      | Seggi |
| ---------------------------------------- | ------ | ------ | ----- |
| Silverio Zaffaina                        | 7.672  | 46,45  | -     |
| Lega Nord                                | 6.469  | 46,49  | 12    |
| Giorgio Isetta                           | 3.964  | 24,00  | 1     |
| L'Ulivo                                  | 2.803  | 20,14  | 3     |
| A Sinistra                               | 461    | 3,31   | -     |
| Alberto Barp                             | 3.539  | 21,43  | 1     |
| Forza Italia-Cristiani Democratici Uniti | 1.448  | 10,41  | 2     |
| Alleanza Nazionale                       | 705    | 5,07   | -     |
| Lista Civica Barp                        | 396    | 2,85   | -     |
| Veneto Libero                            | 352    | 2,53   | -     |
| Achille Martini                          | 753    | 4,56   | 1     |
| Centro Cristiano Democratico             | 752    | 5,40   | -     |
| Roberto De Bortoli                       | 589    | 3.57   | -     |
| Socialisti Italiani                      | 529    | 3,80   | -     |
| Totale alle liste                        | 13.915 | 100,00 | 17    |
| TOTALE                                   | 16.517 | 100,00 | 20    |

Vicenza
 Thiene 
| Candidati e Liste                        | Voti   | %      | Seggi |
| ---------------------------------------- | ------ | ------ | ----- |
| Attilio Schneck                          | 3.832  | 29,49  | -     |
| Lega Nord                                | 2.914  | 26,54  | 11    |
| La Nostra Thiene                         | 319    | 2,91   | 1     |
| Giovanni Tessari                         | 3.677  | 28,29  | 1     |
| Partito Popolare Italiano                | 1.867  | 17,00  | 1     |
| Progressisti e Democratici per Thiene    | 1.036  | 9,44   | 1     |
| Romolo Balasso                           | 2.955  | 22,74  | 1     |
| Thiene Città Nuova                       | 2.646  | 24,10  | 2     |
| Vincenzo Vitagliani                      | 2.532  | 15,48  | 1     |
| Alleanza Nazionale                       | 1.060  | 9,65   | 1     |
| Forza Italia-Cristiani Democratici Uniti | 802    | 7,30   | -     |
| Centro Cristiano Democratico             | 336    | 3,06   | -     |
| Totale alle liste                        | 10.980 | 100,00 | 17    |
| TOTALE                                   | 12.996 | 100,00 | 20    |